# Bâtiment de la Banque nationale d'hypothèques à Valjevo
Le bâtiment de la Banque nationale d'hypothèques à Valjevo (en serbe cyrillique : Зграда Државне хипотекарне банке у Ваљеву ; en serbe latin : Zgrada Državne hipotekarne banke u Valjevu) se trouve à Valjevo, dans le district de Kolubara, en Serbie. Il est inscrit sur la liste des monuments culturels protégés de la république de Serbie (identifiant no SK 2238),.

## Présentation
Situé 2 rue Vuka Karadžića, le bâtiment a été construit en 1939, selon le projet d'un célèbre architecte russe, Vasily Baumgarten (en) (Wilhelm von Baumgarten), émigré de Russie après la révolution d'Octobre,. Il a été érigé à l'emplacement de l'ancienne maison de la célèbre famille Nenadović,.
De forme cubique, il rompt avec le style académique pratiqué par Baumgarten dans les années 1920, tel qu'il est par exemple illustré par le bâtiment du Commandement général de l'armée à Belgrade, construit entre 1924 et 1928 (identifiant no SK 650),. L'aspect moderniste de l'ensemble est souligné par la présence de larges surfaces planes sans décoration,. La haute et large entrée de la banque est entièrement vitrée,.
L'intérieur abrite des reliefs représentant Ilija Birčanin et Aleksa Nenadović, réalisés comme ceux de la façade par le sculpteur Vladimir Zagorodnjuk, un autre émigrant russe,. Au rez-de-chaussée, dans une partie surélevée, se trouve un grand comptoir éclairé par l'entrée et par de hautes fenêtres ouvertes dans les trois autres murs,.
Bien qu'il ait été conçu à l'origine comme un bâtiment autonome, l'édifice a subi des extensions ultérieures et l'adjonction d'un toit mansardé qui en ont altéré la modernité architecturale d'origine après la Seconde Guerre mondiale,. Malgré cela, il constitue un exemple significatif de l'architecture Art déco à Valjevo et l'un des bâtiments les plus représentatifs de ce type en Serbie. 